# L'Épine-aux-Bois
L'Épine-aux-Bois es una comuna francesa situada en el departamento de Aisne, de la región de Alta Francia.

## Geografía
L'Épine-aux-Bois está situada a 18 km al sureste de Château-Thierry.

## Demografía
| 205 | 179 | 166 | 152 | 232 | 231 | 260 | 265 |
| Para los censos de 1962 a 1999 la población legal corresponde a la población sin duplicidades (Fuente: INSEE [Consultar]) |     |     |     |     |     |     |     |